# Aluminato tricálcico
El Aluminato tricálcico (Denominado también como C3A o celita) (Al2O3·3CaO) es un compuesto químico existente en el clinker de los cementos Portland (de 7% a 15%). Reacciona muy rápidamente con el agua, es el que posee una cinética reactiva de mayor velocidad entre los componentes silicatos del clinker. El rápido hidratado hace que en los primeros minutos de la fragua del cemento vayan creciendo los cristales de aluminato, contribuyendo ligeramente a la resistencia temprana del cemento en el hormigón.  

## Características
Los cristales de aluminato tienen estructura cúbica con a = 1.5263 nm. Cuando se presenta puro la proporción es 62.3% de CaO , 37.7 % de Al2O3. La velocidad de hidratación es muy superior a la de los silicatos del clinker del cemento (C3S y C2S). Esta capacidad se pierde en presencia de iones de sodio, formándose hidratos de estructura hexagonal. Los cementos y hormigones que superan un 10% de C3A son poco adecuados para los ambientes marinos (se suele añadir cemento puzolánico).